# گروس ویتنزه
گروس ویتنزه (به آلمانی: Groß Wittensee) یک شهر در آلمان است که در رندسبورگ-اکرنفورده واقع شده‌است.
 گروس ویتنزه  ۱٬۱۵۲ نفر جمعیت دارد.